# Natalus stramineus
Natalus stramineus es una especie de murciélago de la familia Natalidae.

## Características
Es un murciélago de tamaño pequeño (36, - 41,5 mm) que presenta una coloración a dos faces, una parda acanalada encendida y otra pardo amarillenta encendida. La longitud del antebrazo es entre 37 y 39 mm.

## Distribución geográfica
Se encuentra en  Antillas Menores Anguila Antigua y Barbuda Dominica Guadalupe Martinica Montserrat, San Cristóbal y Nieves y Venezuela.

### Hábitat
Se le suele hallar habitando en cuevas con galerías cálidas y húmedas donde vive en colonias numerosas de varios miles de individuos, se le encuentra por lo común cohabitado con varias especies mormópidos.